# ワカモレ

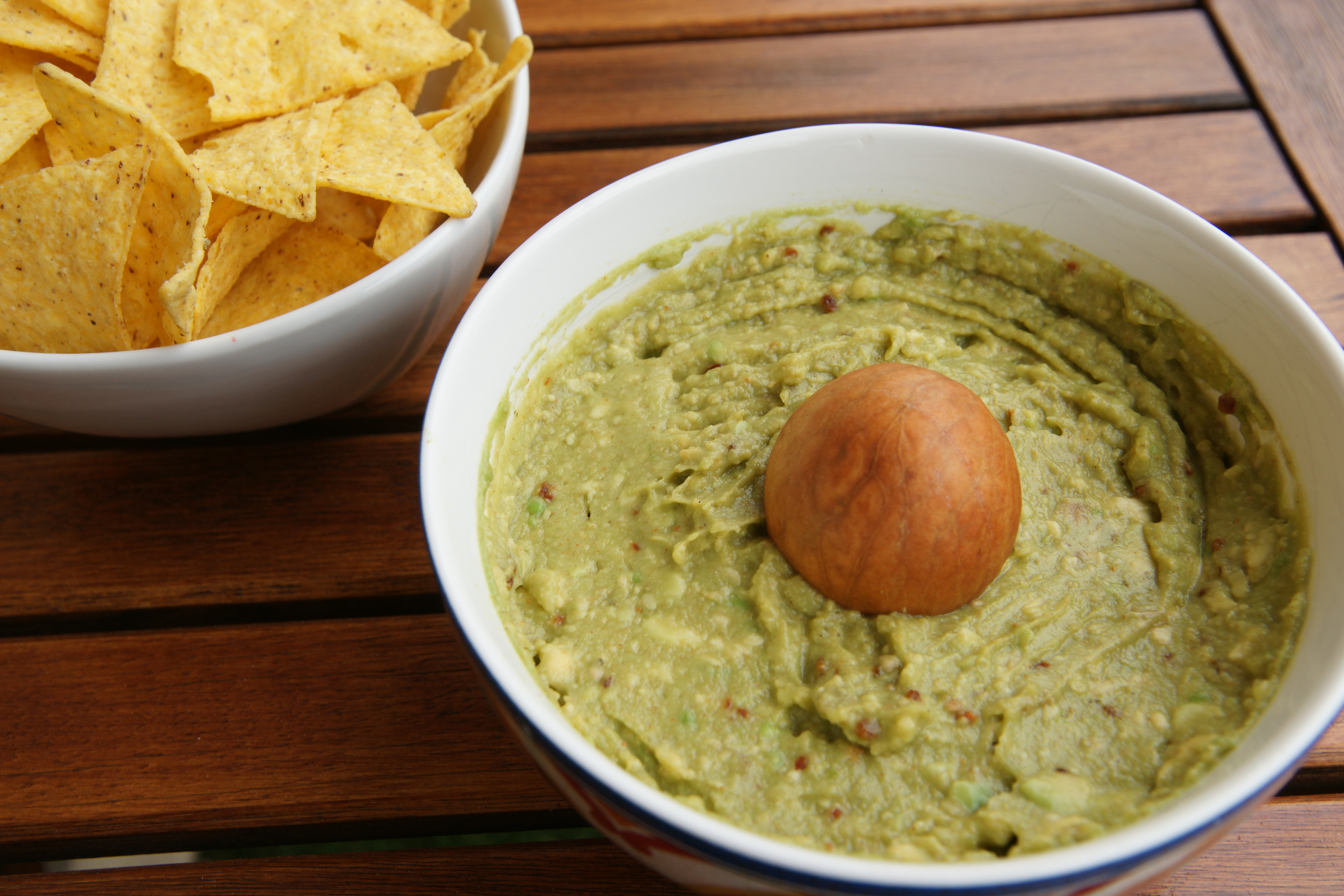
ワカモレ

ワカモレ（スペイン語: guacamole [wakaˈmole, ɡwakaˈmole] ( 音声ファイル)）とは、すりつぶしたアボカドに唐辛子、トマト、玉ねぎ、レモン、チレセラーノなどを加えて作られるメキシコ料理のサルサ（ソース）である。
名称の由来は、ナワトル語でアボカドとソースを意味する単語である（Ahuacamolli = Ahuacatl（アボカド）+ molli（ソース））。タコス、ケサディーヤ、タマル、チャルーパ、ノパルなどの料理にも使用されたり、トルティーヤ・チップスなどに付けて食べられる。
片仮名表記では、グァカモレ、グワカモレ、グワカモーレ、ガカモーレ、グアカモーレ、ワカモーレ、グァカモーレ、グアカモレ、ガカモレと書かれることもあるが、本稿ではワカモレに統一する。

## 材料と製法
メキシコにおいてアステカの時代には存在していたとされており、元々はアボカド、トマト、唐辛子、塩で作られていたが、スペインによる植民地化の時代を経て、ヨーロッパから渡来した玉ねぎ、ニンニク、レモン、ライム、コリアンダーなどが加えられるようになった。世界中で、地域によって様々な異なる材料で作られている。
現地での伝統的な製法では「モルカヘテ」（molcajete）と呼ばれる石臼と「テホロテ」（tejolote）という短いすりこ木のような石ですりつぶして作られる。ボウルとフォークで材料を潰す製法でも作られている。

## メキシコ国外での受容
米国では1833年からアボカドの栽培が始まり、1920年代ごろから高級食材として食べられるようになったが、1950年代もしくは1970年代ごろまで広くは受け入れられていなかったとされている。1990年代にアボカドの広報活動としてNFLの選手や報道関係者にワカモレが無料で提供され、特にスーパーボウルの観戦では定番の食べ物になった。1994年からはメキシコから米国へのアボカドの輸出が許可され、2022年には米国で食べられるアボカドの8割はメキシコから輸入されている。他にも5月5日にあるシンコ・デ・マヨでもワカモレが食べられている。
日本では2000年ごろからアボカドの栄養価の高さが評価されるようになり、2007年から2016年で日本へのアボカドの輸入量は3倍に増えた。2019年時点で、日本に輸入されるアボカドの9割はメキシコからの輸入である。2022年に行われた調査では、日本でのワカモレの認知度は4割程度だった。
2018年、メキシコの加工食品としてのワカモレの輸出量は78,863トンに達し、メキシコは世界をリードするアボカドの生産国および輸出国となった。